# Gräber der muslimischen Herrscher von Hami
Die Gräber der muslimischen Herrscher von Hami, Grabanlage der Hui-Könige in Hami oder Gräber der muslimischen Könige von Hami usw. (chinesisch 哈密回王墓, Pinyin Hāmì Huí wángmù, englisch Tomb of Hami Muslim Princes / Hami Islamic King Tombs / Kumul Muslim King tomb / etc.) befinden sich im Stadtbezirk Yizhou im Autonomen Gebiet Xinjiang der Uiguren, Volksrepublik China. Es handelt sich um die Gräber der muslimischen Herrscher und ihrer Familienangehörigen aus der Zeit der Qing-Dynastie bis in die Zeit der Republik. Sie befinden sich im Dorf Altun (阿勒屯村) der Gemeinde Huicheng (回城乡), einem südwestlichen Vorort von Hami (Kumul).
Darhan Hanbok Abeydulla (chin. chinesisch 達爾罕汗伯克歐拜杜拉 / 达尔罕汗伯克欧拜杜拉, Pinyin Dá'ěrhǎn Hànbókè 'ōubàidùlā) unterwarf sich 1696, im 35. Jahr der Kangxi-Ära der Qing-Dynastie, den Chinesen. Kaiser Kangxi verlieh ihm den Titel eines wang (Königs/Prinzen) des Gebiets und seine Familie beherrschte die nächsten 231 Jahre die Region. Der siebte Herrscher Boxir (回王博锡尔) wurde 1867 (im 6. Jahr der Tongzhi-Ära) bei einem Bauernaufstand der Uiguren von Hami getötet, 1868 wurde er von der Qing-Regierung posthum als „König/Prinz des Friedens und der Prosperität“ (he shuo qinwang 和硕亲王) geehrt und es wurden 20.000 Tael (ein Tael entspricht ca. 38 Gramm) für seine Grabanlage gestiftet, die in zwanzigjähriger Bauzeit fertiggestellt wurde. Der Grabkomplex umfasst auch eine Moschee.
Die Gräber der muslimischen Herrscher von Hami (Hami Hui wangmu) stehen seit 2006 auf der Liste der Denkmäler der Volksrepublik China (6-297).
Die Stätte befindet sich heute im Hami-Herrscher-Geschichtsmuseum (Hami wang lishi chenlieguan 哈密王历史陈列馆).